# Mettet
Mettet (wa. Metet) – miejscowość i gmina w Belgii, w Regionie Walońskim, w prowincji Namur, w okręgu Namur. 1 stycznia 2024 roku liczyła 13 529 mieszkańców. Znajduje się tutaj tor wyścigowy Circuit Jules Tacheny, noszący nazwisko urodzonego w Mettet belgijskiego kierowcy wyścigowego Julesa Tacheny'ego.
W 1975 roku Mettet wspólnie z Yvoir zorganizowało 48. Mistrzostwa świata w kolarstwie szosowym.

## Podział administracyjny
W skład gminy wchodzi osiem dzielnic (section):
- Biesme
- Biesmerée
- Ermeton-sur-Biert
- Furnaux
- Graux
- Saint-Gérard
- Oret
- Stave

## Osoby

### urodzone w Mettet
- Jules Tacheny, kierowca wyścigowy

## Współpraca
Miejscowości partnerskie:
- Denain, Francja
- Fonyód, Węgry

## Galeria

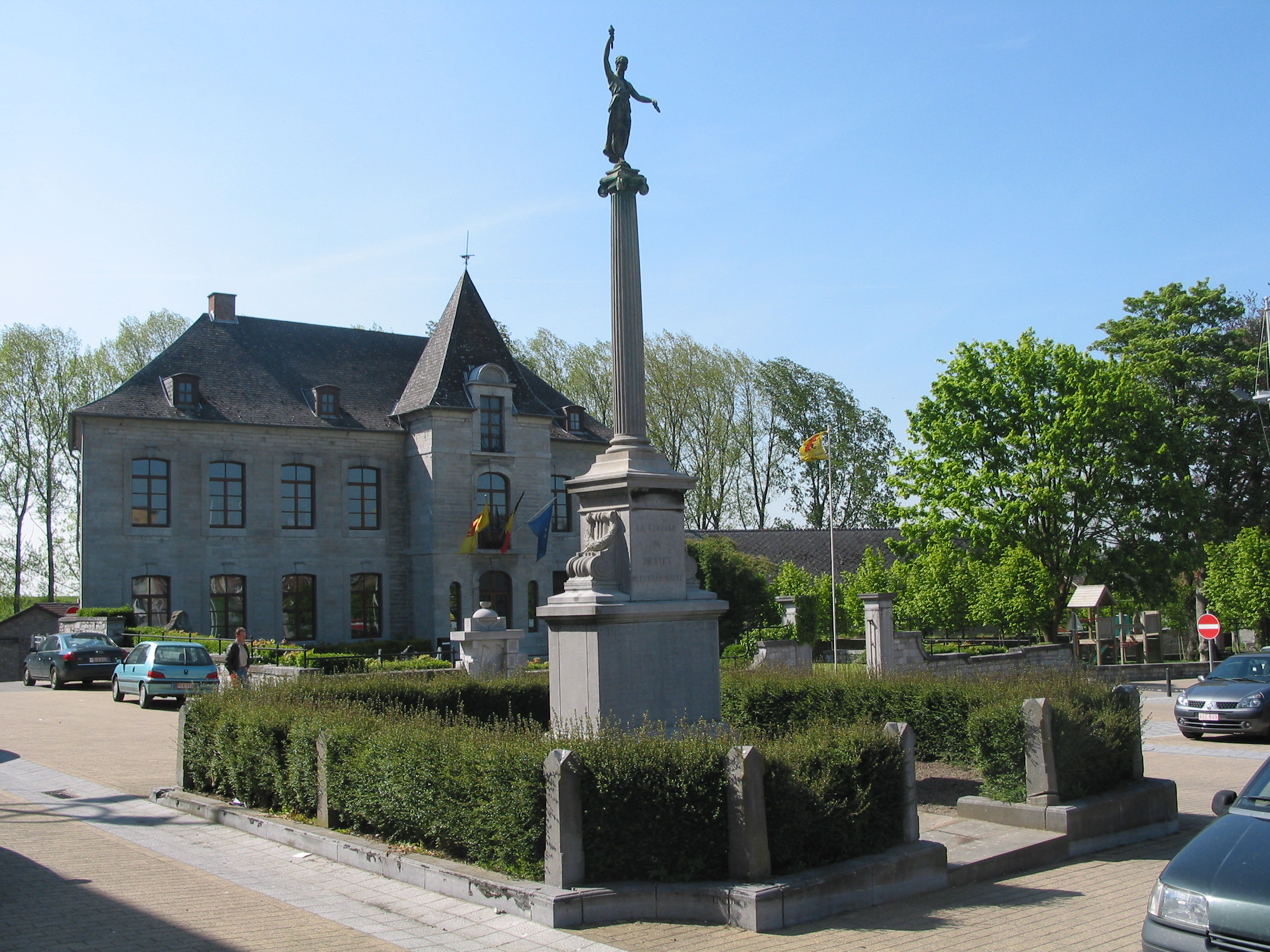
Ratusz
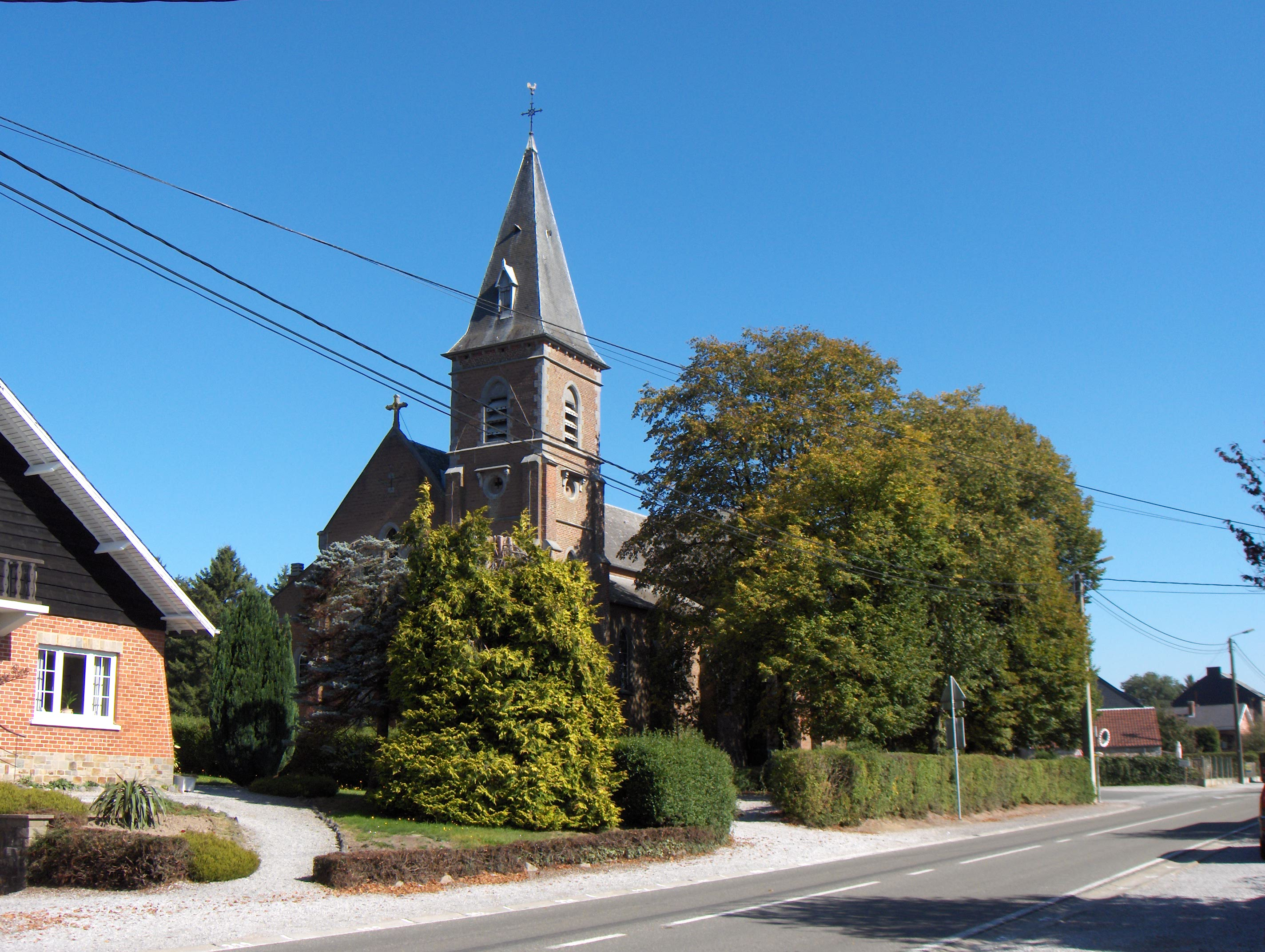
Kościół pw. św. Jana Chrzciciela (Saint-Jean-Baptiste)
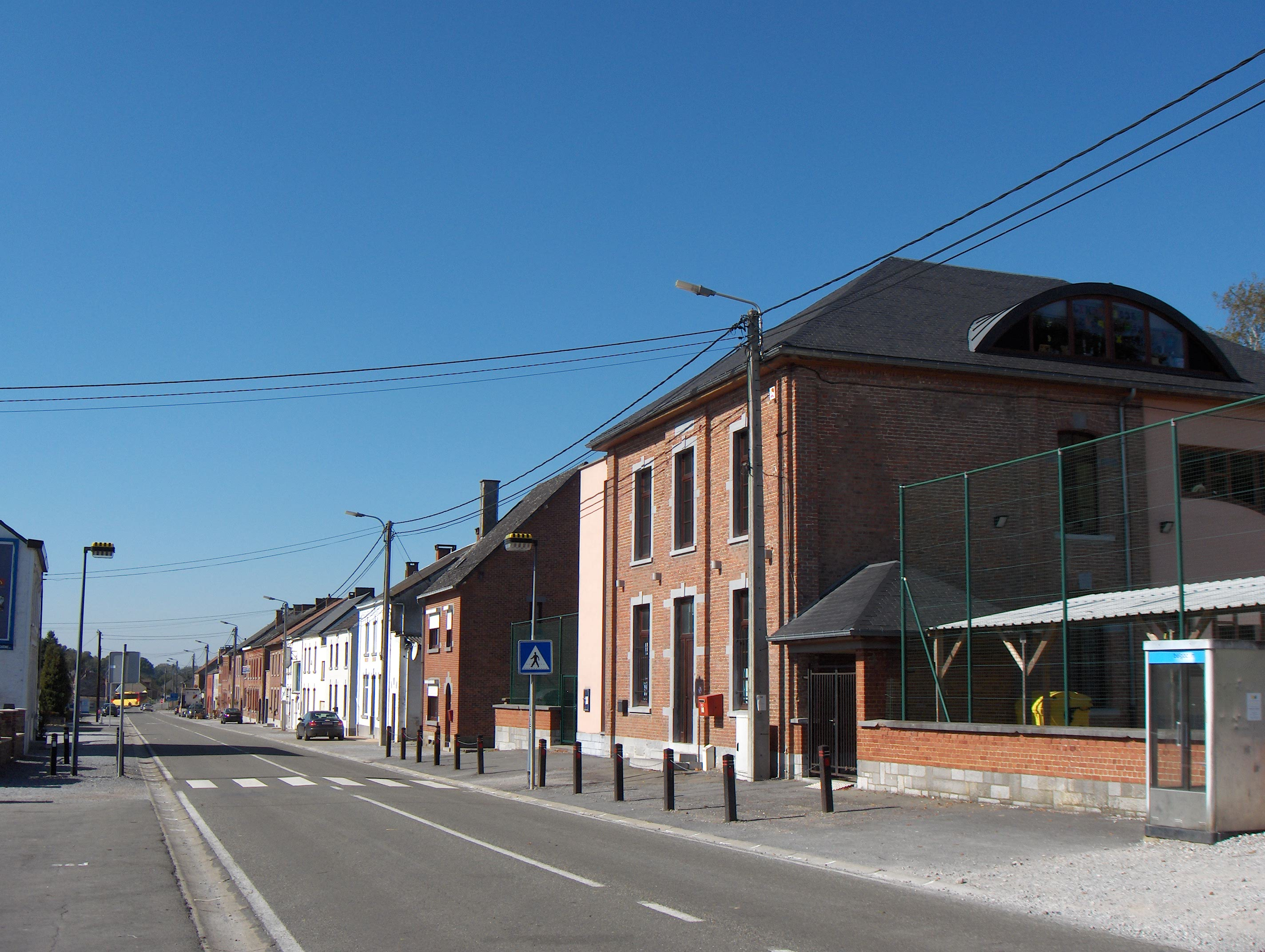
Mettet, ulica Rue de Pontaury